# Operatie Meridian
Operatie Meridian was de codenaam voor een geallieerde luchtaanval op Japanse olieraffinaderijen tijdens de Tweede Wereldoorlog.

## Geschiedenis
Op 29 januari voerden de Britten een aanval uit op de olieraffinaderijen bij Soengi Gerong op Sumatra. De aanval werd uitgevoerd door Supermarine Seafires van het 887e squadron van de Fleet Air Arm (FAA) vanaf het vliegdekschip de HMS Indefatigable (R10). Tijdens de aanval werden zes Japanse vliegtuigen neergeschoten en de olieraffinaderijen werden vrijwel helemaal verwoest.